# Donato Hernández
Donato Hernández Ucero(Luján, provincia de Buenos Aires, Argentina, 12 de diciembre de 1923-13 de febrero de 1987) fue un futbolista y director técnico argentino. Hijo de Don Serafín Hernández y Valeriana Ucero y él era el séptimo de trece hermanos.

## Trayectoria
Comenzó jugando al fútbol en la Liga Lujanense de Fútbol, para pasar luego al Club Almagro, luego al fútbol mendocino y de allí a Racing Club de Avellaneda donde lo denominaban "Colt 45". Era un wing o insider rápidísimo, con muy buena pegada y gol. Allí alternaba el puesto con grandes jugadores como Salvini y Tucho Méndez. Salieron Campeones en 1950, luego hizo lo mismo en Independiente alternando con Cecconatto y Vicente "Capote" De La Matta, luego una lesión jugando para la Selección Argentina en Perú lo alejó de las canchas de fútbol, terminado la misma en Huracán (AFA).
Hizo los cursos de Director Técnico y Preparador Físico que lo avalaron distintas federaciones donde dirigió, otorgándole la FIFA la credencial que lo habilitaba en cualquier lugar del Mundo.
Vivió por y para el fútbol, debutó como entrenador en el Rangers de Talca en Chile, pasando por varios Clubes de ese País, descollando principalmente en el Wanderers de Valparaíso. Hizo debutar en primera división al luego famoso Elías Figueroa (hoy periodista deportivo).
Se casó en Chile y tuvo dos hijas de esa nacionalidad, Sandra y Katherine. Luego de esa campaña lo tentó Newell's Old Boys y él prefirió quedarse en Chile. Fue un personaje muy polémico y adelantado en sus conceptos futbolísticos, que causaba controversias entre sus pares. Era un Bilardo: estudioso de esquemas y sistemas tácticos. Más tarde fue tentado por Valentín Suárez (expresidente de AFA) para asesorar a Loma Negra (Argentina) cuando participó por primera vez en una excelente campaña del Torneo Nacional. Tuvo un breve paso por el Deportivo Municipal de Perú. Más tarde fue convocado por el D.T. Carmelo Faraone para ser tu Técnico alterno en Boca Juniors, luego contrató sus servicios el Bolívar (Bolivia), donde sale Campeón en 1981 y participa en la Copa Libertadores de América, donde, al poco tiempo, una enfermedad terminal acaba con su vida, descansando hoy sus restos en su Ciudad natal.

## Clubes

### Como jugador
| Club                          | País      | Año       |
| ----------------------------- | --------- | --------- |
| Atlanta (Luján)               | Argentina | 1941-1942 |
| Buzón                         | Argentina | 1943      |
| Gimnasia y Esgrima La Plata   | Argentina | 1944      |
| Almagro                       | Argentina | 1946      |
| San Telmo                     | Argentina | 1947      |
| Gimnasia y Esgrima de Mendoza | Argentina | 1948      |
| Racing Club                   | Argentina | 1949      |
| Independiente                 | Argentina | 1950-1953 |
| Huracán                       | Argentina | 1954      |

### Como entrenador
| Club                 | País    | Año       |
| -------------------- | ------- | --------- |
| Unión La Calera      | Chile   | 1959-1960 |
| Rangers              | Chile   | 1962      |
| Santiago Wanderers   | Chile   | 1963      |
| Santiago Morning     | Chile   | 1964      |
| Ovalle Ferroviario   | Chile   | 1964-1965 |
| Santiago Wanderers   | Chile   | 1966      |
| Magallanes           | Chile   | 1967-1968 |
| Santiago Wanderers   | Chile   | 1969      |
| Unión La Calera      | Chile   | 1970      |
| Deportes La Serena   | Chile   | 1971-1972 |
| Audax Italiano       | Chile   | 1972      |
| Santiago Wanderers   | Chile   | 1974      |
| Magallanes           | Chile   | 1975      |
| Unión La Calera      | Chile   | 1976-1977 |
| Regional Antofagasta | Chile   | 1977      |
| Deportivo Municipal  | Perú    | 1978      |
| Santiago Wanderers   | Chile   | 1979      |
| Bolívar              | Bolivia | 1983      |
| Deportes Ovalle      | Chile   | 1984      |
| Quintero Unido       | Chile   | 1986      |